# Фальков (село)
Фальков (укр. Фальків) — село в Берегометской поселковой общине Вижницкого района Черновицкой области Украины.
Население по переписи 2001 года составляло 51 человек. Почтовый индекс — 59240. Телефонный код — 3730. Код КОАТУУ — 7320581504.